# Geschlechtsdysphorie des Jugend- und Kindesalters
Geschlechtsdysphorie des Kindes- und Jugendalters bezeichnet eine mit Leiden oder Beeinträchtigung einhergehende Geschlechtsinkongruenz zwischen dem bei der Geburt zugeordnetem Geschlecht und dem von einem transgeschlechtlichen Kind oder Jugendlichen als richtig empfundenen Geschlecht. Auch das Leiden von intergeschlechtlichen Kindern und Jugendlichen, das aufgrund seines Geburtsgeschlechts empfunden wird, fällt unter den Begriff Geschlechtsdysphorie des Kinder- und Jugendalters. Nicht alle transgeschlechtlichen Menschen empfinden im Zusammenhang mit geschlechtlicher Unstimmigkeit Leid und erleben somit Geschlechtsdysphorie. Das Wort Dysphorie kommt vom griechischen Begriff dysphoria, welcher u. a. „schwer zu tragendes Leid“ bedeutet und ist das Antonym zu Euphorie. Anders als im Falle von Erwachsenen stehen bei der Geschlechtsdysphorie des Kinder- und Jugendalters die von einer Geschlechtsdysphorie Betroffenen noch vor oder unmittelbar in der Pubertät.
Schätzungen gehen von 50 bis 100 betroffenen Kinder und Jugendlichen in Deutschland aus, die sich im Jahr 2007 in Behandlung befanden. Die Deutsche Gesellschaft für Transidentität und Intersexualität (dgti e. V.) bezifferte 2018 den Anteil Jugendlicher aus Anfragen auf 15 %. Dies entspricht etwa 270 betroffenen Jugendlichen bezogen auf die Zahl der Anträge nach § 4 Abs. 3 des Transsexuellengesetzes, die jedes Jahr hinzukommen.

## Diagnose nach DSM und ICD

### Historische Entwicklung
Die Diagnose Transsexualismus war erstmals 1975, bzw. 1980 in ICD-9 und dem von der American Psychiatric Association herausgegebenen diagnostischen Handbuch DSM-III enthalten. Im DSM-III waren erstmals im Kapitel „psychosexuelle Störungen“ drei sogenannte „Geschlechtsidentitätsstörungen“, darunter Transsexualismus und Geschlechtsidentitätsstörung im Kindesalter aufgeführt. In der überarbeiteten Fassung DSM-III-R wurde wieder zwischen „Transsexualismus“ und „Störung der Geschlechtsidentität in der Adoleszens oder beim Erwachsenen, nicht-transsexueller Typ“ sowie „Störungen der Geschlechtsidentität NNB“ (nicht näher bezeichnet) unterschieden, allerdings im Kapitel „Störungen der Geschlechtsidentität“. Ausgehend von der damals vorherrschenden, aber falschen Annahme, dass Geschlechtsidentitätsstörungen fast immer in der Kindheit beginnen, waren die Geschlechtsidentitätsstörungen entsprechend eingeordnet. Die schon zuvor unterschiedlichen Diagnosekriterien für Jungen und Mädchen in Bezug auf Geschlechtsidentitätsstörungen im Kindesalter wurden im DSM-III-R noch prominenter unterschieden. In der DSM-IV von 1994 wurde ganz auf die Diagnose „Transsexualität“ verzichtet und von „Störung(en) der Geschlechtsidentität“ geschrieben, wobei jeweils unterschiedliche Diagnosekriterien für Kinder, Heranwachsende und Erwachsene vorgeschlagen wurden. Die Diagnosekriterien für Jungen und Mädchen, insbesondere in Bezug auf den verbalisierten Wunsch, dem anderen Geschlecht anzuhören, wurden angeglichen.
Geschlechtsdysphorie löste 2013 im DSM die Diagnose „Geschlechtsidentitätsstörung“ ab, welche wiederum bereits 1994 die Diagnose „Transsexualität“ abgelöst hatte. Das Ziel beider Änderungen war, die Stigmatisierung transgeschlechtlicher Menschen zu verringern. Mit der Diagnose Geschlechtsdysphorie erhält nur noch das Leiden von transgender Kindern und Jugendlichen, welche noch im für sie falschen Geschlecht leben, Krankheitswert, und nicht mehr die wie zuvor ihre Transgeschlechtlichkeit an sich. In der aktuellen Ausgabe des ICD, dem von der WHO herausgegebenen und weltweit gebräuchlichen Diagnosehandbuch, wurde „Transsexualität“ stattdessen durch „Geschlechtsinkongruenz“ ersetzt. Die neue Diagnose fällt nicht mehr in die Kategorie psychische bzw. Verhaltensstörung, sondern wird als Zustand sexueller/geschlechtlicher Gesundheit eingeordnet. Diese Klassifizierung folgt der Erkenntnis, dass eine fälschliche Einordnung von geschlechtlich vielfältigen Identitäten als psychisch ungesund die Betroffenen stigmatisiert.

### DSM-5
Im DSM-5 wurde erstmals auf den Störungsbegriff verzichtet und die Diagnose zu „Geschlechtsdysphorie“ umbenannt, um eine Pathologisierung einer gegengeschlechtlichen Identifikation zu vermeiden und den Fokus auf das verspürte Unbehagen zu legen. Unterschieden wird zwischen „Geschlechtsdysphorie bei Kindern“ und „Geschlechtsdysphorie bei Jugendlichen und Erwachsenen“ (302.6). Zur Definition gehört „eine seit mindestens 6 Monaten bestehende Diskrepanz zwischen Gender und Zuweisungsgeschlecht“ und das Erfüllen von sechs Kriterien eines Kriterienkatalogs aus 8 Punkten, der u. a. ein „ausgeprägtes Verlangen oder Insistieren, dem anderen (oder einem alternativen Gender, das sich vom Zuweisungsgeschlecht unterscheidet) anzugehören“ oder „ausgeprägte Vorliebe für Spielgefährten des anderen Geschlechts“ enthält.

### ICD-11
Die aktuelle Fassung der ICD, ICD-11 bezeichnet Transgeschlechtlichkeit als „gender incongruence“ (HA60), Nichtübereinstimmung des Identitätsgeschlechts mit dem zugewiesenen Geschlecht in der Pubertät und als Erwachsener, eingeordnet in der neuen Kategorie 17, Zustände sexueller/geschlechtlicher Gesundheit, welche keine Kategorie psychischer Störungen oder Krankheiten ist. Die Diagnose kann mit Beginn der Pubertät gestellt werden. Für Kinder vor der Pubertät ist die eigenständige Diagnose HA61, „Geschlechtsinkongruenz im Kindesalter“ vorgesehen. Diagnosekriterien sind:
- Starker Wunsch oder Insistieren, einem anderen als dem zugewiesenen Geschlecht anzugehören
- starke Abneigung gegenüber eigenen anatomischen Geschlechtsmerkmalen
- starker Wunsch nach körperlichen Geschlechtsmerkmalen, die der subjektiven Geschlechtszugehörigkeit entsprechen
- Spielaktivitäten und Spielkameraden, die typisch für das erlebte Geschlecht sind

Die S2k-„Leitlinie Geschlechtsinkongruenz und Geschlechtsdysphorie im Kindes- und Jugendalter - Diagnostik und Behandlung“ ist 2025 erschienen.

## Behandlung
Zur Behandlung jugendlicher Patienten wird „eine über mehrere Jahre kontinuierliche psychologische und medizinische Begleitung [...], bei der einzelfallbezogen explorative Selbstfindungsprozesse, Schritte einer sozialen Transition und abgestufte somatomedizinische Interventionen mit schrittweise zunehmender Irreversibilität gemeinsam mit den Patienten und ihren Sorgeberechtigten im Verlauf evaluiert werden sollten“ empfohlen. Der Deutsche Ethikrat veröffentlichte 2020 eine Ad-Hoc-Stellungnahme, in der er betonte, dass in die komplexe einzelfallbezogene Abwägung der Folgen eingreifenden Handelns (z. B. durch Hormongaben) einerseits und des Unterlassens der Behandlung andererseits die betroffenen Kinder und Jugendlichen eingebunden werden sollten. Es solle außerdem ein „entstigmatisierender Umgang mit Trans-Identität bei Kindern [...] gefördert und einer diskriminierenden Pathologisierung von Geschlechtsinkongruenz entgegengewirkt werden.“

## Soziale Folgen
Durch den gesellschaftlichen Druck sind die Jugendlichen gezwungen, ihre Identität zu unterdrücken und ein geheimes Doppelleben zu führen. Dies kann zu Depressionen und bei schlimmeren Verlauf zum Suizid führen. Durch das unterdrückte Verlangen, dem anderen Geschlecht anzugehören, entwickelt sich ein gestörtes Sozialverhalten. Instabile Partnerschaften und ein gestörtes Sexualleben bis hin zur völligen Isolation von der Außenwelt können die Folge sein. Die Verzweiflung wegen des als unpassend wahrgenommenen Körpers entwickelt sich oft zu Hass auf den eigenen Körper. Dem folgt in Einzelfällen die Selbstverstümmelung, in seltenen Fällen bei trans Mädchen, die selbst vorgenommene Entfernung des Penis (Penektomie). Eine Transgeschlechtlichkeit bei Kindern hat oft in der Schule anhaltendes Mobbing des betroffenen Kindes zur Folge. Dadurch kann es zu schweren psychischen Schäden kommen.
Auch bei einem Outing als transident kommt es oft zur Ausgrenzung des Betroffenen durch sein Umfeld wie im Kindergarten oder in der Schule. Spannungen innerhalb der Familie können auftreten. Oft wird versucht, durch therapeutische Maßnahmen oder religiös motivierte „reparative“ Therapien das betroffene Kind in die für sein biologisches Geschlecht typischen Verhaltensweisen zu zwingen. Solche so genannten Zwangssozialisierungsmaßnahmen sind u. a. die Mitgliedschaft in einem Sportverein oder Beteiligung an Veranstaltungen, die für das körperliche Geschlecht typisch sind. Im Falle eines trans Mädchens kann dies zum Beispiel die Mitgliedschaft in einem Fußballverein sein, die das männliche stereotype Verhalten des Kindes fördern soll. In einer Studie des Deutschen Jugendinstituts gaben 96 % der befragten transidenten und nicht-binären Jugendlichen an, in der Öffentlichkeit Diskriminierung erfahren zu haben.
Studien belegen, dass Depressionen und Suizidgefahr in erster Linie von einem unterstützenden (aus Sicht der betroffenen Jugendlichen) oder ablehnenden familiären, schulischen und medizinischen Umfeld nebst Verfügbarkeit einer qualifizierten Versorgung bestimmt werden.

## Debatte um Rapid Onset Gender Dysphoria
Das 2016 erstmals in Blogs verwendete Konzept Rapid Onset Gender Dysphoria (ROGD, deutsch etwa: „plötzlich auftretende Geschlechtsdysphorie“) wurde durch ein Poster und einen Artikel von Lisa Littman in PLoS One in den wissenschaftlichen Diskurs eingebracht. In der Studie sammelte sie durch eine in Online-Foren beworbene Befragung von Eltern von trans Kindern deren Erfahrungen. An der Studie nahmen 256 Eltern teil und füllten das Formular mit 90 Fragen aus. Darin beschrieben sie ihre Perspektiven auf eine scheinbar plötzlich eintretende Geschlechtsdysphorie ihrer Kinder. Littman stellte die Hypothese auf, dass diese Entwicklung einer Geschlechtsdysphorie sich von den zuvor beobachten Formen ihres Auftretens im Hinblick auf den zeitlichen Verlauf unterscheide. Der Unterschied liege im Fehlen von Anzeichen einer Geschlechtsinkongruenz im Kindesalter. Als Ursache postulierte Littman maladaptive Bewältigungsstrategien und Eltern-Kind-Konflikte sowie soziale Einflussfaktoren wie insbesondere eine „soziale Ansteckung“ durch Kontakte zu trans Menschen im Freundeskreis und der Peer Group. Vertreter der ROGD-Hypothese argumentieren, dass die Betroffenen irrtümlich annehmen, transgender zu sein, und eine medizinische Transition daher vermutlich nicht helfe, sondern ihnen womöglich sogar schaden könne.
Nachdem Aktivisten und Wissenschaftler die Studie kritisiert hatten, unterzog PLoS One den Artikel einem erneuten Review und veröffentlichte eine korrigierte Version.

### Rezeption des Konzepts
Schon vor der Veröffentlichung des Artikels von Littmann wurde das Konzept medial aufgegriffen. Insbesondere von Behandelnden, die sich einem korrektiven Ansatz verschreiben (die also die Identifikation mit dem bei der Geburt zugewiesenen Geschlecht stärken wollen), wurde das Konzept aufgegriffen. Während es vor allem in Kreisen, die einer gender-affirmativen Behandlung kritisch oder feindlich gegenüberstanden, Verbreitung fand, wurde es von Forschern zu Trans-Gesundheit und trans Communitys kritisiert. Laut Sage Encyclopedia of Trans Studies wurde ROGD als „Anti-Trans-Propaganda und schlechte Wissenschaft“ kritisiert. In einem offenen Brief setzten sich verschiedene Fachverbände, darunter die American Psychological Association und die American Psychiatric Association, gegen die Verwendung des Konzepts im klinischen oder medizinischen Bereich ein, weil die nötige empirische Evidenz fehle.

### Wissenschaftliche Kritik
Kritik am Artikel von Littman bezieht sich einerseits auf die Rekrutierung und das Sample der Studie. Das Sample, das aus überwiegend weißen Müttern mit einer negativen Einstellung zur Trans-Identität ihrer Kinder besteht, die in Online-Foren rekrutiert worden sind, auf denen Eltern gesagt wird, dass sie das Trans-Sein ihrer Kinder nicht annehmen sollen, sei nicht repräsentativ und verzerre die Ergebnisse zugunsten des von der Forscherin schon vorab erwarteten Ergebnisses. Auch dass innerhalb der Literatur zu ROGD kaum trans Jugendliche befragt wurden, war Gegenstand von Kritik. Dass Dysphorie plötzlich auftrete, sei die Wahrnehmung der Eltern, die sich nicht unbedingt mit dem Erleben der Kinder decke. Littman erwiderte, dass die von ihr verwendeten Methoden auch in anderer Forschung zu Geschlechtsdysphorie verwendet würden.
Auch die These der sozialen Ansteckung wurde kritisiert; so sei aus der von Littman gefundenen Korrelation, dass trans Jugendliche auch mehr trans Personen im Freundeskreis hätten, nicht die von ihr abgeleitete Kausalität abzuleiten. Dass sich trans Jugendliche auch mit anderen trans Jugendlichen vernetzten, sei nicht überraschend. Auch dass die Zahl von trans Jugendlichen steige, die entsprechende Gesundheitsangebote wahrnehmen, müsse nicht durch soziale Ansteckung erklärt werden, sondern sei auf die gestiegene Sichtbarkeit von trans Menschen zurückzuführen, die insbesondere auf die klein bleibende Grundgesamtheit starke Effekte haben könne.

### Weitere Forschung zu ROGD
Mehrere Behandler beschrieben, dass sie die von Littman beschriebenen Befunde selbst beobachten und sich mehr entsprechende Forschung wünschen. Eine 2022 veröffentlichte Studie, die auf der Befragung von trans Jugendlichen basierte, konnte die ROGD-Hypothese empirisch nicht bestätigen. Es konnten keine statistisch signifikanten Zusammenhänge zwischen plötzlichem Eintreten der Dysphorie und psychischen Problemen, fehlender Unterstützung der Eltern oder viel Unterstützung durch trans Freunde gefunden werden. Die identifizierten statistisch signifikanten Befunde widersprachen der Hypothese Littmans. Littman kritisierte in einem Brief an den Herausgeber, dass die in der Studie verwendete Definition von ROGD von ihrer abweiche. Eine 2022 in der Zeitschrift Pediatrics veröffentlichte Studie fand ausgehend von US-amerikanischen Survey-Daten keine Belege für die Soziale-Ansteckungs-Hypothese. Der Rückgang in der Zahl der sich als trans oder genderdivers beschreibender Jugendlicher sei mit der Hypothese inkongruent. Auch eine auf den Daten des US Transgender Surveys aufbauende Studie widersprach der ROGD-Hypothese. Das Erkennen der vom Geburtsgeschlecht abweichenden Geschlechtsidentität in der Jugend sei nicht unüblich und es werde häufig erst später offengelegt.

### Leitlinie
- S2k-Leitlinie Geschlechtsinkongruenz und Geschlechtsdysphorie  im Kindes- und Jugendalter – Diagnostik und Behandlung der Deutschen Gesellschaft für Kinder- und Jugendpsychiatrie, Psychosomatik und Psychotherapie. In: AWMF online (Stand 2024)

### Fachliteratur
- Hans-Christoph Steinhausen: Psychische Störungen bei Kindern und Jugendlichen: Lehrbuch der Kinder- und Jugendpsychiatrie und -psychotherapie. Elsevier, München 2006, ISBN 3-437-21562-0, S. 351–353.
- Bernd Meyenburg: Geschlechtsdysphorie im Kindes und Jugendalter. Kohlhammer, Stuttgart, 2020, ISBN 978-3-17-035126-4.
- Wilhelm F. Preuss: Geschlechtsdysphorie, Transidentität und Transsexualität im Kindes und Jugendalter. 2. Auflage. Reinhardt, München 2019, ISBN 978-3-497-02869-6.
- Mirjam Siedenbiedel: Selbstbestimmung über das eigene Geschlecht: rechtliche Aspekte des Behandlungswunsches transsexueller Minderjähriger. Nomos, 2016, ISBN 978-3-8487-3366-8.

### Sonstige
- Peter Keins: Trans*Kinder: Eine kleine Fibel. CreateSpace Independent Publishing Platform, 2015, ISBN 978-1-5087-8966-6.
- Erik Schneider: Normierte Kinder: Effekte der Geschlechternormativität auf Kindheit und Adoleszenz. Transcript, Berlin 2015, ISBN 978-3-8376-2417-5.
- Gerhard Schreiber (Hrsg.): Transsexualität in Theologie und Neurowissenschaften: Ergebnisse, Kontroversen, Perspektiven. De Gruyter, Berlin/Boston 2016, ISBN 978-3-11-044080-5.